# 우주전함 야마토 2202: 사랑의 전사들
《우주전함 야마토 2202: 사랑의 전사들》(일본어: 宇宙戦艦ヤマト2202 愛の戦士たち 우추센칸야마토니니제로니아이노센시다치[*])는 2017년 2월부터 공개된 일본의 SF 애니메이션. 2018년 10월부터 2019년 3월까지 일본 TV 도쿄 계열에서 TV 애니메이션 시리즈로 방영되었다.
전작인 《우주전함 야마토 2199》(일본어: 宇宙戦艦ヤマト2199 우추우세엔칸야마토니이치큐큐[*])의 속편 애니메이션이다.
1화를 시작으로 26화 완결 !! (테레자트+가미레스) vs 백색혜성 제국(가틀란티스) - 24화에서 조더(백색혜성 보스]